# Republican Study Committee
Das Republican Study Committee (RSC) ist eine Organisation bzw. eine Gruppierung in der republikanischen Fraktion im Repräsentantenhaus der Vereinigten Staaten. Sie gilt als sehr konservativ, ist aber im Gegensatz zum Freedom Caucus noch relativ moderat und bildet neben der zentristischen Republican Main Street Partnership die Mitte der republikanischen Fraktion. 
Im 117. Kongress der Vereinigten Staaten gehören dem RSC 153 Abgeordnete an, es ist somit die größte ideologische Fraktion vor der New Democrat Coalition im Repräsentantenhaus. Der Vorsitzende ist seit 2024 August Pfluger. Zu den ehemaligen Mitgliedern gehören unter anderem die ehemaligen Vizepräsidenten der Vereinigten Staaten Dan Quayle, Dick Cheney und Mike Pence.

## Mitglieder im 117. Kongress
Alabama'
- Jerry Carl (AL-1)
- Mike Rogers (AL-3)
- Robert Aderholt (AL-4)
- Mo Brooks (AL-5)
- Gary Palmer (AL-6)

Arizona
- Paul Gosar (AZ-4)
- Andy Biggs (AZ-5)
- David Schweikert (AZ-6)
- Debbie Lesko (AZ-8)

Arkansas
- French Hill (AR-2)
- Bruce Westerman (AR-4)

Kalifornien
- Doug LaMalfa (CA-1)
- Tom McClintock (CA-4)
- Jay Obernolte (CA-8)
- Mike Garcia (CA-25)
- Darrell Issa (CA-50)

Colorado
- Lauren Boebert (CO-3)
- Ken Buck (CO-4)
- Doug Lamborn (CO-5)

Florida
- Matt Gaetz (FL-1)
- Neal Dunn (FL-2)
- Kat Cammack (FL-3)
- Michael Waltz (FL-6)
- Bill Posey (FL-8)
- Gus Bilirakis (FL-12)
- Scott Franklin (FL-15)
- Vern Buchanan (FL-16)
- Greg Steube (FL-17)
- Byron Donalds (FL-19)

Georgia
- Buddy Carter (GA-1)
- Drew Ferguson (GA-3)
- Austin Scott (GA-8)
- Andrew Clyde (GA-9)
- Jody Hice (GA-10)
- Barry Loudermilk (GA-11)
- Rick W. Allen (GA-12)
- Marjorie Taylor Greene (GA-14)

Illinois
- Mike Bost  (IL-12)
- Mary Miller (IL-15)
- Darin LaHood (IL-18)

Indiana
- Jackie Walorski (IN-2)
- Jim Banks (IN-3)
- Jim Baird (IN-4)
- Victoria Spartz (IN-5)
- Larry Bucshon (IN-8)

Iowa
- Ashley Hinson (IA-1)
- Randy Feenstra (IA-4)

Kansas
- Tracey Mann (KS-1)
- Jake LaTurner (KS-2)
- Ron Estes (KS-4)

Kentucky
- James Comer (KY-1)
- Brett Guthrie (KY-2)
- Andy Barr (KY-6)

Louisiana
- Steve Scalise (LA-1)
- Clay Higgins (LA-3)
- Mike Johnson (LA-4)
- Garret Graves (LA-6)

Michigan
- Jack Bergman (MI-1)
- Bill Huizenga (MI-2)
- John Moolenaar (MI-4)
- Tim Walberg (MI-7)
- Lisa McClain (MI-10)

Minnesota
- Jim Hagedorn (MN-1)
- Tom Emmer (MN-6)
- Michelle Fischbach (MN-7)
- Pete Stauber (MN-8)

Mississippi
- Trent Kelly (MS-1)
- Steven Palazzo (MS-4)

Missouri
- Ann Wagner (MO-2)
- Blaine Luetkemeyer (MO-3)
- Vicky Hartzler (MO-4)
- Jason T. Smith (MO-8)

Nebraska
- Jeff Fortenberry (NE-1)
- Don Bacon (NE-2)

New York
- Tom Reed (NY-23, )
- Chris Jacobs (NY-27)

North Carolina
- Greg Murphy (NC-3)
- Virginia Foxx (NC-5)
- David Rouzer (NC-7)
- Richard Hudson (NC-8)
- Dan Bishop (NC-9)
- Patrick McHenry (NC-10)
- Madison Cawthorn (NC-11)
- Ted Budd (NC-13)

North Dakota
- Kelly Armstrong (ND-AL)

Ohio
- Steve Chabot (OH-1)
- Brad Wenstrup (OH-2)
- Bob Latta (OH-5)
- Bill Johnson (OH-6)
- Bob Gibbs (OH-7)
- Warren Davidson (OH-8)
- Mike Turner (OH-10)
- Troy Balderson (OH-12)
- David Joyce  (OH-14)
- Steve Stivers (OH-15)

Oklahoma
- Kevin Hern (OK-1)
- Markwayne Mullin (OK-2)
- Tom Cole (OK-4)

Pennsylvania
- Dan Meuser (PA-9)
- Lloyd Smucker (PA-11)
- Fred Keller (PA-12)
- John Joyce (PA-13)
- Guy Reschenthaler (PA-14)
- John Joyce (PA-15)
- Mike Kelly (PA-16)

South Carolina
- Joe Wilson (SC-2)
- Jeff Duncan (SC-3)
- William Timmons (SC-4)
- Ralph Norman (SC-5)
- Tom Rice (SC-7)

Tennessee
- Diana Harshbarger (TN-1)
- Tim Burchett (TN-2)
- Chuck Fleischmann (TN-3)
- Scott DesJarlais (TN-4)
- John Rose (TN-6)
- Mark Green (TN-7)
- David Kustoff (TN-8)

Texas
- Dan Crenshaw (TX-2)
- Van Taylor (TX-3)
- Pat Fallon (TX-4)
- Lance Gooden (TX-5)
- Kevin Brady (TX-8)
- Michael McCaul (TX-10)
- August Pfluger (TX-11)
- Kay Granger (TX-12)
- Ronny Jackson (TX-13)
- Randy Weber (TX-14)
- Jodey Arrington (TX-19)
- Chip Roy (TX-21)
- Troy Nehls (TX-22)
- Tony Gonzales (TX-23)
- Roger Williams (TX-25)
- Michael C. Burgess (TX-26)
- Michael Cloud (TX-27)
- John Carter (TX-31)
- Brian Babin (TX-36)

Utah
- Blake Moore (UT-1)
- Chris Stewart (UT-2)
- John Curtis (UT-3)
- Burgess Owens (UT-4)

Virginia
- Rob Wittman (VA-1)
- Bob Good (VA-5)
- Ben Cline (VA-6)

Washington
- Dan Newhouse (WA-4)
- Cathy McMorris Rodgers (WA-5)

West Virginia
- David McKinley (WV-1)
- Alex Mooney (WV-2)

Wisconsin
- Bryan Steil (WI-1)
- Scott L. Fitzgerald (WI-5)
- Glenn Grothman (WI-6)
- Tom Tiffany (WI-7)
- Mike Gallagher (WI-8)

Wyoming
- Liz Cheney (at-large)

Quelle: